# Adrastus sbordonii
Adrastus sbordonii là một loài bọ cánh cứng trong họ Elateridae. Loài này được Guglielmi & Platia miêu tả khoa học năm 1985.